# Lamprotettix yunnanensis
Lamprotettix yunnanensis är en insektsart som beskrevs av Dai, Shen och Zhang 2003. Lamprotettix yunnanensis ingår i släktet Lamprotettix och familjen dvärgstritar. Inga underarter finns listade i Catalogue of Life.